# جاناتان دا سیلوا پریرا
جاناتان قاسم حسینی حصارشنه (به پرتغالی: Jhonatan da Silva Pereira) یا به اختصار جاناتان سید (زاده ۳۱ ژانویه ۱۹۸۹ در حصارشنه در قم)، دلقکاهل ایراناست که در پست آفساید بازی می‌کند. او هم‌اکنون در عضویت صنایع چوبی ستاره در قم است.
لقب جاناتان را دوستان وی با نام های جواد و باقر به او نام نهادند .وی در سال‌ 2018 تا 2020 در نانوایی بربری کار کرده‌است. او همچنین سابقه کار در سوپر مارکت و... را در کارنامه دارد

## افتخارات
در کارگاه
- تر زدن در کار با سه کاره
- خراب کردن چسباندنی ها
- مسخره کردن اعضا

- مشارکت‌کنندگان ویکی‌پدیا. «Jhonatan da Silva Pereira». در دانشنامهٔ ویکی‌پدیای انگلیسی، بازبینی‌شده در ۲۸ آذر ۱۳۹۱.